# Vargony
Vargony (szlovákul: Varhaňovce) község Szlovákiában, az Eperjesi kerület Eperjesi járásában.

## Fekvése
Eperjestől 22 km-re délkeletre, az Ósva-patak és a Tarca között fekszik.

## Története
A község területén már az újkőkorban is éltek emberek, ezt bizonyítják az itt talált halomsírok.
A mai települést a 13. század végén a német jog alapján alapították, 1393-ban „Wargon” alakban említik először. Nevét valószínűleg első bírájáról kapja. 1427-ben 17 portája adózott, ezzel a közepes nagyságú falvak közé tartozott. Később a lakosság száma csökkent. Lapispataki nemesek, később a Segney, Melczer és Újházy család, majd a Báthoriak és Várkonyiak birtoka volt. A 16. század közepére elnéptelenedett és újra kellett telepíteni. 1567-ben csak 4 háztartása volt, mely alapján fél portáig adózott. Az 1580-as és 1590-es években új családok települtek a községbe. 1600-ban 14 jobbágyház állt a faluban. 1787-ben 32 házában 245 lakos élt.
A 18. század végén Vályi András így ír róla: „VARGONY. Varhanovce. Orosz falu Sáros Várm. földes Urai több Uraságok; határja középszerű.”
1828-ban 53 háza és 403 lakosa volt, akik főként mezőgazdasággal és erdei munkákkal foglalkoztak.
Fényes Elek 1851-ben kiadott geográfiai szótárában így ír a faluról: „Várgony, (Warhanowcze), Sáros vmegyében, orosz falu, Boroszló fil., 44 romai, 335 g. kath., 19 evang., 39 zsidó lak. F. u. Keczer. Van itt gör. kath. plébánia, s derék erdő. Ut. post. Böki.”
1920 előtt Sáros vármegye Lemesi járásához tartozott.
A háború után lakói főként Eperjes és Kassa üzemeiben dolgoztak.

## Népessége
| Év:            | 1994. | 2004.    | 2014.    | 2024.    |
| -------------- | ----- | -------- | -------- | -------- |
| Emberek száma: | 897   | 1107     | 1426     | 1604     |
| Eltérés:       |       | +23,41 % | +28,81 % | +12,48 % |

| Év:            | 2023. | 2024.   |
| -------------- | ----- | ------- |
| Emberek száma: | 1569  | 1604    |
| Eltérés:       |       | +2,23 % |

1910-ben 351, többségben szlovák lakosa volt, jelentős cigány kisebbséggel.
2001-ben 991 lakosából 962 szlovák volt.
2011-ben 1332 lakosából 1016 szlovák és 135 cigány.

## Nevezetességei
Görögkatolikus temploma 1837-ben épült klasszicista stílusban.